# Герб Верхньодніпровська
Герб Верхньодніпро́вська затверджений рішенням № 561-24/XXIV міської ради 27 липня 2004 року.

## Опис
Щит перетятий, на верхньому золотому полі обернений уліво чорний бик, на нижньому зеленому полі срібний перев'яз справа. Щит обрамований золотим рослинним декором і стрічкою з датою «1779».
Затверджений 29 липня 1811 року.
Щит перетятий золотим та зеленим. На першій частині бик, який грається; на другій срібна річка, що означає великий розвиток скотарства в тому краї.

## Джерело
П. П. фон-Винклер. Гербы городов, губерний, областей и посадов Российской Империи, внесенные в Полное Собрание законов с 1649 по 1900 год / Дозволено цензурою. С.-Петербург, 20 Июля, 1899 года. — Издание книготорговца Ив. Ив. Иванова. — С.-Петербург: Типография И. М. Комелова, Пряжка д. 3, 1899. — 312 с.